# Wulfilopsis pygmaea
Wulfilopsis pygmaea là một loài nhện trong họ Anyphaenidae.
Loài này thuộc chi Wulfilopsis. Wulfilopsis pygmaea được Eugen von Keyserling miêu tả năm 1891.